# −1
−1 è il numero intero situato prima dello 0 e successore di −2. Si tratta dell'elemento inverso di 1 rispetto all'addizione.
Tale numero compare in molte equazioni matematiche e fisiche, come l'identità di Eulero:
{\displaystyle e^{i\pi }=-1.}
In informatica, il numero −1 viene rappresentato in complemento a due come una sequenza di bit tutti pari ad uno.

## Proprietà algebriche
In un qualunque gruppo, il simbolo −1 indica l'inverso, rispetto alla somma, dell'elemento neutro rispetto al prodotto. Moltiplicare un elemento {\displaystyle x} del gruppo per −1 significa calcolarne l'inverso rispetto all'addizione e questo si dimostra usando la proprietà distributiva:
{\displaystyle x+(-1)\cdot x=1\cdot x+(-1)\cdot x=(1+(-1))\cdot x=0\cdot x=0}
(l'ultima uguaglianza esprime la legge di annullamento del prodotto)
Quindi, poiché
{\displaystyle x+(-1)\cdot x=0\,}
per definizione {\displaystyle (-1)\cdot x} è l'opposto di {\displaystyle x} (indicato anche con il simbolo {\displaystyle -x}).
Applicando la dimostrazione al campo dei numeri reali si ottiene che moltiplicare un numero reale per −1 equivale a cambiarne il segno.